# MGP 2021
MGP 2021 var den 21. årlige MGP-sangkonkurrence for håbefulde sangere i alderen 8 til 15 år, der blev afholdt den 27. februar 2021.
Før første gang bliver showet afholdt uden et publikum på grund af coronavirussen.
Emilie vandt konkurrencen med sangen "Ikke som de andre piger" med 37 procent af seernes stemmer.

## Deltagere
| Nr | Deltagere           | Fulde navn                                                      | Sang                      | Resultat      |
| -- | ------------------- | --------------------------------------------------------------- | ------------------------- | ------------- |
| 1  | Mikkel              | Mikkel Warncke Nørgaard                                         | "Jeg tror på kærlighed"   | Ude           |
| 2  | Alva og Noemi       | Alva Overegseth Falkenberg, Noemi Carbone Mannov                | "Følg dine drømme"        | Ude           |
| 3  | Emilie              | Emilie Søgaard Bøge                                             | "Ikke som de andre piger" | Superfinalist |
| 4  | Justin Le           | Justin Quoc Duy Le                                              | "Lægger planer"           | Ude           |
| 5  | Bubble Girls        | Caroline Ellinor Elkjær Harding, Naia Nørhave Frost             | "Pinlig"                  | Ude           |
| 6  | Adede               | Adede Frida Lohmann Ocansey                                     | "Inden i mig"             | Ude           |
| 7  | Tinke & The Winkies | Tinke Kiehn Rosell                                              | "Regnbuer"                | Superfinalist |
| 8  | Super Brothers      | Asger Viggo Flensborg Revsbech, Holger Vitus Flensborg Revsbech | "Vi vil ha lov"           | Superfinalist |

### Superfinale
I superfinalen skulle de tre mest populære fra første runde synge igen, og seerne stemte endnu engang, hvorved konkurrencens vinder blev fundet.
| Nr | Deltager            | Sang                      | Procent | Placering |
| -- | ------------------- | ------------------------- | ------- | --------- |
| 1  | Emilie              | "Ikke som de andre piger" | 37%     | 1         |
| 2  | Tinke & The Winkies | "Regnbuer"                | 32%     | 2         |
| 3  | Super Brothers      | "Vi vil ha lov"           | 31%     | 3         |

 Der er for få eller ingen kildehenvisninger i denne artikel, hvilket er et problem. Du kan hjælpe ved at angive troværdige kilder til de påstande, som fremføres i artiklen.